# Církev univerzální a vítězná
Církev univerzální a vítězná (anglicky Church Universal and Triumphant - odtud zkratka CUT), také Církev všeobecná a vítězná či Církev univerzální a triumfující, je nové náboženské hnutí, které založil Mark L. Prophet a Elizabeth Clare Prophet. Vychází z teosofie a je velmi ovlivněno Hnutím Já jsem. Stoupence má hlavně ve Spojených státech a Anglii. Dnes tato církev tvoří jednu z větví společnosti Maják na vrcholu.

## Vznik a historie
Mark L. Prophet strávil nějakou dobu v jedné z poboček Hnutí Já jsem. Poté z hnutí odešel a založil organizaci Maják na vrcholu. Skrz ni vydával knihy s učením, které měl dostávat od Vznešených Mistrů. Prophet (angl. prorok) se stal Poslem Vznešených Mistrů.
V roce 1961 se Mark Prophet setkal s Elizabeth Clare Wulfovou, která se zajímala o Hnutí Já jsem. Roku 1963 se vzali a o rok později se Elizabeth stala také Poslem Vznešených Mistrů. Oba Poslové přijímali učení zvláště od Mistra Saint-Germain.
Po Prophetově úmrtí na mrtvici Elizabeth převzala vedení hnutí. Založila Církev univerzální a vítěznou a Maják na vrcholu se stal jejím vydavatelstvím. Roku 1981 si Církev koupila ranč zvaný Roayl Teton Ranch. Nachází se v Montaně, nedaleko Yellowstonského národního parku. Dnes zde bydlí hlavní komunita stoupenců CUT, a to buď v obytných karavanech, nebo si zde postavili vlastní domy.

## Věrouka
Názory a praktiky Církve univerzální a vítězné vycházejí z teosofie a z ní vzešlého Hnutí Já jsem. Podle CUT (i Hnutí Já jsem) je v každém z nás část Krista. Jejich úkolem je tohoto Krista, tu Boží jiskru, najít, ztotožnit se s ní a skrze ni vystoupit k Bohu. Ježíš tedy nebyl Syn Boží v doslovném slovy smyslu, ale člověk, který v sobě našel Boží jiskru a ztotožnil se s ní. Ihned poté, co opustil své hmotné tělo, vystoupil k Bohu a stal se Vznešeným (Nebeským) Mistrem.
CUT se mimo jiné opírá o citát z Tomášova evangelia:
"Ježíš pravil: 'Kdo bude pít z mých úst, bude jako já; já sám budu jím a věci, jež jsou skryté, mu budou odhaleny.'" (verš 108)
Tak zní originál. V interpretaci Murraye Steinmana, ředitele Církve pro styk s hromadnými sdělovacími prostředky, zní takto:
"Budeš-li pít ze stejného proudu, z něhož jsem pil já, budeš zrovna jako já, budeme dvojčaty."
Je tím naznačeno, že každý, kdo v sobě nalezne Krista, bude jako Kristus sám. Podle učení CUT byla Máří Magdaléna dvojčenským plamenem Krista. Příslušníci CUT věří v reinkarnaci. Když však člověk vystoupí k Bohu a stane se Vznešeným Mistrem, procesu převtělování unikne.
V jádru Církve univerzální a vítězné stojí tzv. komunikanti. Část svých příjmů věnují církvi. Je jim zakázáno kouřit, požívat alkohol a jiné drogy či poslouchat rockovou hudbu. Tzv. udržovatelé Plamene jsou sice oficiálními příslušníky Církve, ale většinou se nejedná o hluboce věřící.